# Hornhuizen
Hornhuizen (en groningois : Hörnhoezen) est un village de la commune néerlandaise de Het Hogeland, situé dans la province de Groningue.

## Géographie
Le village est situé au bord de la mer des Wadden, à 22 km au nord-ouest de Groningue.

## Histoire
Hornhuizen fait partie de la commune de Kloosterburen avant 1990, puis de De Marne avant le 1er janvier 2019, où celle-ci est supprimée et fusionnée avec Bedum, Eemsmond et Winsum pour former la nouvelle commune de Het Hogeland.

## Démographie
Le 1er janvier 2018, le village comptait 125 habitants.